# Renato Silva (ilustrador)
Renato de Azevedo Silva, mais conhecido como Renato Silva (Rio de Janeiro, em 28 de janeiro de 1904 - Rio de Janeiro, 6 de agosto de 1981) foi um ilustrador brasileiro, conhecido por ilustrar a tira de jornal A Garra Cinzenta (1937 - 1939) publicada no suplemento A Gazetinha do jornal A Gazeta e por produzir manuais de desenho.

## Biografia
Filho de um jornalista, estudou Belas Artes entre os anos de 1920 e 1925, ainda em 1925, começou a colaborar com cartoons para as revistas Vida Doméstica, Vida Nova, A Maçã e Shimmy, em 1930, passou a trabalhar no jornal e editora A Noite, ilustrando contos, romances e folhetins em várias revistas publicadas pelo grupo editorial, sobretudo na revista Vamos Lêr!.
Em 1937, ilustra uma tira de jornal baseada nos romances policiais pulp estrelados pelo detetive Nick Carter para o Suplemento Juvenil de Adolfo Aizen, no mesmo ano, é contratado pelo jornal paulista A Gazeta para ilustrar a tira A Garra Cinzenta, publicada no suplemento A Gazetinha, roteirizada por Francisco Armond, a tira foi publicada até 1939, totalizando 100 páginas publicadas. Em 1938, ilustra o romance Cazuza de Viriato Correia, no ano seguinte,. lança Manual Prático de Desenho, pela Tipografia Nilópolis, apontado como a primeira publicação do gênero publicada no país. Nas décadas de 1940 e 1950, publica a série A Arte de Desenhar, atuou como professor de desenho e ilustrador de livros didático. Para o Diário de Notícias, publicou Histórias Que Ficaram Na História e Histórias da História do Mundo. Renato Silva faleceu em 6 de agosto de 1981, no Rio de Janeiro.

## Influência e Legado
Em 2000, foi premiado postumamente no Prêmio Angelo Agostini na categoria Mestre do Quadrinho Nacional, junto com Adolfo Aizen e o bibliotecário Moacy Cirne.
Em 2011, a Conrad Editora publicou uma edição encadernada de A Garra Cinzenta, entre 2011e 2015, a Editora Criativo republicou seus manuais de desenho.